# Vejas Rupes
La Vejas Rupes è una struttura geologica della superficie di Mercurio.